# Diogene Laerțiu
Diogene Laerțiu (greacă:Διογένης Λαέρτιος) sau Diogenes Laertios (sec.3), a fost un biograf al filosofilor greci.
Originar din Laertia (Cilicia), a făcut parte, se pare, din cenaclul literar condus de Iulia Domna, soția lui Septimius Severus. Diogene este autorul unei vaste opere de compilație, Peri bion kai apophtegmaton ton en philosophia eudokimesanton (Despre viețile și doctrinele filosofilor), în 10 cărți, integral păstrate și care constituie un important izvor pentru studierea filozofiei Greciei antice.
Lucrarea, un adevărat tezaur de informații, prezintă școlile filosofice și biografiile filosofilor greci până la Epicur, incluzând de asemenea, fragmente din operele pierdute ale gânditorilor greci, constituind cel mai prețios document pentru istoria filosofiei grecești.
Diogene Laerțiu nu adoptă nici una dintre doctrinele expuse, deși se poate constata o anumită înclinare spre scepticism.
În scrierile sale, menționează 70 de opere originale ale lui Democrit, dedicate diverselor probleme ale științelor naturii, matematicii și filozofiei.
Diogene atribuie lui Pitagora descoperirea numerelor iraționale și acesta deoarece descoperirea lor este legată de teorema lui Pitagora.